# Ladislav Novák
Ladislav Novák, né le 5 décembre 1931 à Louny en Tchécoslovaquie (actuellement en République tchèque) et mort le 21 mars 2011, est un footballeur tchécoslovaque devenu entraîneur. Il évoluait au poste d'arrière gauche.

## Biographie
Il commence le football dans le club local de Louny avant de s'engager à Teplice dont l'entraîneur, Rudolf Vytlacil sera par la suite sélectionneur de la Tchécoslovaquie. Lors de son service militaire, il est intégré à l'ATK Prague le club de l'armée. L'entraîneur Vejvoda le convertit alors au marquage de zone. Il fait ses débuts en sélection le 14 septembre 1952 contre la Pologne. Il participe aux coupes du monde 1954, 1958 et 1962 où il est finaliste et capitaine. En 1960, il termine troisième du premier Championnat d'Europe des nations.
Il compte au total 75 sélections et un but entre 1952 et 1966.
Après sa carrière, il est entraîneur du Dukla Prague et de l'équipe nationale tchécoslovaque. Il œuvre également dans les clubs belges, KSK Beveren, Royal Antwerp FC, K Beerschot VAV, KSC Lokeren et RWD Molenbeek.
Il meurt le 20 mars 2011 à 79 ans.

## Palmarès

### comme Joueur
- Finaliste de la Coupe du monde 1962.
- Troisième du championnat d'Europe des nations 1960.
- Champion de Tchécoslovaquie en 1953, 1956, 1958, 1961, 1962, 1963, 1964 et 1966 .
- Vainqueur de la Coupe de Tchécoslovaquie de football en 1961 et 1965.

### comme Entraîneur
- Champion de Tchécoslovaquie en 1982 (Dukla Prague).
- Vainqueur de la Coupe de Tchécoslovaquie de football en 1981, 1983 et 1985 (Dukla Prague).

## Sources
- « Ladislav Novak » in Miroir du football : le jeu, la technique, les hommes, n°2, juin 1996, pages 71-72.